# Vultures 1
Vultures 1 è il primo album in studio del superduo statunitense ¥$, pubblicato il 10 febbraio 2024 dalla YZY.
L'album è il primo di tre volumi ed è stato pubblicato, dopo diversi spostamenti di data, il giorno del ventesimo anniversario della pubblicazione dell'album in studio di debutto di Kanye West The College Dropout.
L'album è stato anticipato da due singoli: Vultures, in collaborazione con Bump J e Lil Durk e pubblicato a novembre 2023, e Talking, pubblicato l'8 febbraio 2024 e in collaborazione con North West, figlia di Kanye, e segna il ritorno sulle scene di West dopo diverse controversie legate soprattutto a delle sue dichiarazione antisemite.
Il 15 febbraio 2024 l'album è stato rimosso da Apple Music e iTunes per la violazione dell'accordo sui termini di servizio con la piattaforma di distribuzione FUGA, in quanto l'album è stato distribuito nonostante la negazione del consenso da parte del distributore. L'album è stato pubblicato nuovamente sulle piattaforme di streaming attraverso un nuovo distributore poche ore dopo la disputa con FUGA.
L'album ha debuttato alla prima posizione della Billboard 200, divenendo l'undicesimo disco a raggiungere la prima posizione per Kanye West e il primo per Ty Dolla Sign. Il disco ha mantenuto la prima posizione durante la settimana successiva, diventando il primo album di West a trascorrere diverse settimane al numero uno dall'album collaborativo con Jay-Z del 2011 Watch the Throne.

## Antefatti
Kanye West e Ty Dolla Sign avevano già lavorato insieme in diverse occasioni, tra cui Junya Pt 2 (2021), Ego Death (2020), Everything We Need (2019),  Wouldn’t Leave (2018), Real Friends e   Fade (2016), Only One (2014). Tutti e due avevano il desiderio di fare un album collaborativo l'uno con l'altro e il desiderio si è avverato a giugno 2023 in Giappone. I due si erano incontrati alla festa di compleanno di West e Ty voleva che Kanye fosse il produttore esecutivo del suo prossimo album e Kanye ha accettato e ha detto a Ty di incotrarsi in Giappone. Mentre lavoravano all'album, Ty fa sentire a West la canzone che quella che oggi è Burn e da lì hanno iniziato a lavorare su Vultures 1, che inizialmente si chiamava Bad Bitch Playbook Vol. 1. Poi, verso fine luglio, se ne sono andati dal Giappone e sono andati a Firenze, dove hanno affittato una villa in cui potevano lavorare all'album e sono rimasti là fino a fine ottobre. La notizia che i due stavano lavorando ad un album è arrivata durante settembre 2023 da TMZ che aveva dichiarato che un album collaborativo tra Kanye West e Ty Dolla Sign era pronto per essere pubblicato. West e Ty, ad ottobre, avevano organizzato un concerto a Reggio Emilia che poi, per diverse ragioni, è stato cancellato.
Il 22 ottobre, Ty Dolla Sign ha pubblicato un tweet contenente la scritta ¥$ su uno sfondo nero e ha annunciato un evento multistadio per l'ascolto in anteprima dell'album per il 3 novembre successivo, anch'esso cancellato. In seguito, Ty Dolla Sign ha annunciato che si sarebbe recato a Riad, Arabia Saudita, dove si trovava West, per terminare l'album. Nei giorni seguenti sono comparsi online video ritraenti i due in studio con Lil Baby.
Il 17 novembre è stato mandato in onda sulla stazione della radio di Chicago Power 92 Vultures, il primo singolo estratto dall'album in collaborazione con Bump J e Lil Durk, che poi è stato pubblicato il 22 novembre. Il 9 dicembre seguente Ty Dolla Sign ha pubblicato su Instagram una foto ritraente la tracklist dell'album scritta a mano su un foglio con accanto un logo con il titolo "Vultures". Poche ore dopo sono comparsi online un video di Kanye West che ascoltava l'intro di un nuovo branoù contenente un'interpolazione di Everybody (Backstreet's Back) dei Backstreet Boys cantata da Charlie Wilson e un video di West che faceva ascoltare in anteprima brani con Young Thug e Future. Due giorni dopo West ha annunciato durante un'esibizione che l'album sarebbe stato pubblicato il 15 dicembre e che si sarebbe intitolato Vultures.
Il 10 dicembre Ty Dolla Sign e Playboi Carti hanno annunciato il Vultures Rave un evento per l'ascolto in anteprima dell'album, che si è tenuto a Wynwood, Florida il 12 dicembre durante il quale hanno anticipato dieci brani e la presenza di Chris Brown, Offset, Kodak Black, Freddie Gibbs e North West, la figlia di Kanye. Quest'ultimo ha anche pubblicato sulla storia Instagram la copertina dell'album, ispirata al dipinto di Caspar David Friedrich Vulture on a Spade del 1835-1837.
Il 15 dicembre l'album però non è stato pubblicato probabilmente a causa della mancanza del via libera di Nicki Minaj per includere la sua strofa nel brano New Body. Poco dopo la rivista statunitense XXL ha rivelato che l'album sarebbe stato pubblicato il 31 dicembre. Lo stesso giorno si è svolto il secondo Vultures Rave a Las Vegas al quale hanno partecipato anche Kid Cudi e Rich the Kid. Il 23 dicembre la data è stata nuovamente spostata al 12 gennaio 2024, per poi essere spostata ancora al 31 dicembre e in seguito al 19 gennaio, prima di essere cambiata ancora al 9 febbraio. Il 29 dicembre 2023 DJ Pharris ha mandato in onda in anteprima il brano Talking/Once Again sulla stazione radio di Chicago Power 92.
Il 23 gennaio 2024 West ha annunciato con una serie di post e storie sul suo profilo Instagram che l'album sarebbe stato diviso in tre volumi, pubblicati rispettivamente il 9 febbraio, l'8 marzo e il 5 aprile, e ha condiviso il trailer dell'album, diretto da Jon Rafman. Il 31 gennaio è comparsa sul web una foto di North West, figlia di Kanye West, con indosso una maglietta con una stampa della versione aggiornata della tracklist del primo volume.
Il 7 febbraio 2024, Kanye West ha condiviso sul proprio profilo Instagram e sul suo canale YouTube il video musicale di Talking/Once Again, diretto dai registi italiani Damiano e Fabio D'Innocenzo. Nel video è presente anche la figlia North West, che appare come featuring nel brano insieme al cantante britannico James Blake. Il giorno seguente West ha pubblicato su Instagram e poco dopo sul suo canale Youtube una versione alternativa di Vultures, intitolata Vultures (Havoc Version), con un video creato da Jon Rafman e composto da immagini generate dall'intelligenza artificiale. Il giorno successivo il singolo è stato diffuso sulle principali piattaforme di streaming e si è svolto allo United Center di Chicago il terzo evento di ascolto in anteprima del progetto, rinominato Vultures Listening Experience, che ha visto la partecipazione di North West, YG e Bump J. Un quarto e ultimo listening party si è svolto il 9 febbraio alla UBS Arena di New York e ha visto la partecipazione di Playboi Carti.
Il 10 febbraio 2024 West e Ty Dolla Sign hanno pubblicato il primo volume sotto il titolo Vultures 1 sulle principali piattaforme di streaming, con dei cambiamenti nella tracklist e con una copertina diversa da quella che era stata annunciata mesi prima.

## Descrizione
L'album è il primo progetto collaborativo fra i due artisti e vede diverse collaborazioni non accreditate, tra cui Travis Scott, Playboi Carti, Freddie Gibbs, Rich the Kid, Chris Brown e Quavo, mentre alla produzione hanno lavorato, insieme a West e Ty Dolla Sign stessi, diversi produttori, fra cui Timbaland, JPEGMafia, Wheezy, London on da Track, James Blake, 88-Keys e No I.D.
Il progetto è stato descritto come un album hip hop, R&B trap e house, con influenze gospel e industrial. Gran parte della critica specializzata ha definito il progetto come più "coerente" rispetto ai lavori recenti di West. Steven J. Horowitz di Variety ha riassunto le sonorità dell'album con la definizione di "collezione di pungenti momenti sonori che si torce e si sposta ad ogni svolta". Paul A. Thompson di Pitchfork ha descritto la produzione come "ritmicamente complessa", senza notare particolari influenze nelle sonorità. Al contrario di Thompson, Alexis Petridis di The Guardian ha notato una grande varietà di stili nel progetto, definendolo tuttavia "discontinuo". Fred Thomas di AllMusic ha notato come nel progetto West dimostri la "stessa inventiva elettrica che lo ha reso famoso come produttore", attribuendo questo ad aspetti delle tracce come la frammentarietà, il funk e la musica orchestrale". Jon Caramanica del The New York Times ha affermato che il disco e, in particolare, le partecipazioni di Playboi Carti e Travis Scott gli abbiano ricordato "lo stile di rap darkwave focalizzato sulla trama che ha avuto origine con l'album di West del 2013 Yeezus".
Nonostante nel 2019 West avesse promesso che a partire dall'album Jesus Is King in poi non avrebbe più fatto musica profana e non avrebbe più utilizzato imprecazioni nella sua musica, in Vultures 1 è venuto meno a entrambe le promesse. Secondo quanto affermato da West durante un'intervista con Big Boy di marzo 2024, avrebbe provato molteplici volte a proporre a Ty Dolla Sign di censurare tutte le imprecazioni contenute nel disco, ricevendo tuttavia sempre risposte negative da quest'ultimo.
Secondo Paul A. Thompson di Pitchfork, nell'album West utilizza una "voce cantata ariosa e accattivante" e "rappa con precisione tecnica". Per quanto riguarda i testi, West e Ty Dolla Sign passano gran parte dell'album a parlare di donne, alludendo in molteplici occasioni a rapporti sessuali. Inoltre, in diverse situazioni nell'album West fa riferimenti pungenti alle controversie per le quali si era scusato in precedenza alla pubblicazione del progetto: nonostante nelle prime tracce sembri volere andare oltre queste polemiche, nella seconda metà del disco si lascia andare a diverse provocazioni e molteplici riferimenti che hanno suscitato pesanti critiche.

### Brani
Il disco si apre con il brano Stars, una traccia gospel a costruzione lenta, nella quale il timbro vocale di West si alza e si riabbassa ciclicamente mentre lui e Ty Dolla Sign condividono i loro traguardi raggiunti; durante il brano, West afferma di "tenere qualche ebreo nello staff", riferendosi ai suoi presunti commenti antisemiti, e esclude di essere stato cancellato. La seconda traccia, Keys to My Life, è un brano pop che vede la partecipazione vocale di India Love, nella quale West parla dell'indomani del suo divorzio con Kim Kardashian, del suo matrimonio con Bianca Censori e della sua volontà di avere un altro figlio. Paid incorpora elementi di funk, musica elettronica e dubstep nella produzione, mentre il ritornello è cantato da Ty Dolla Sign in stile dance-pop, mentre West utilizza un'interpolazione di Roxanne dei The Police e canta con la sua "baby voice" e fa riferimenti alla sua apparizione su InfoWars. Talking si apre con una strofa di North West, figlia di Kanye West al suo debutto musicale, seguita da un beat switch e un verso di Ty Dolla Sign, che cantando esprime le sue preoccupazioni sulla crescita della figlia; il brano si chiude con un breve estratto cantato da West, che parla di come "le nuvole ancora una volta si stiano raggruppando". Back to Me è costruita attorno a percussioni e una linea di basso programmate, evocando la struttura del singolo di West del 2010 Runaway, mentre nella seconda strofa West ripete la frase "Beautiful big-titted women just don't fall out the sky, you know?", estratta da un dialogo di Jason Mewes nel film del 1999 Dogma; la frase del dialogo originale di Mewes è inclusa nell'intro del brano e si sente ripetuta in sottofondo durante il ritornello. Freddie Gibbs partecipa al brano con una strofa, mentre Quavo contribuisce con delle ad-libs durante la strofa di West. Hoodrat contiene per tutta la durata della traccia la ripetizione del titolo del brano sullo sfondo, mentre i due artisti parlano di relazioni sessuali avute con una donna che definiscono come una "whore"; il brano si conclude con un outro estrapolato da un'intervista di Mike Tyson, durante la quale Tyson parla di West definendolo "un genio con evidenti problemi di salute mentale", dei quali il più importante è quello, a sua detta, di delirio e di autodefinirsi un dio.

## Controversie

### Accuse di antisemitismo

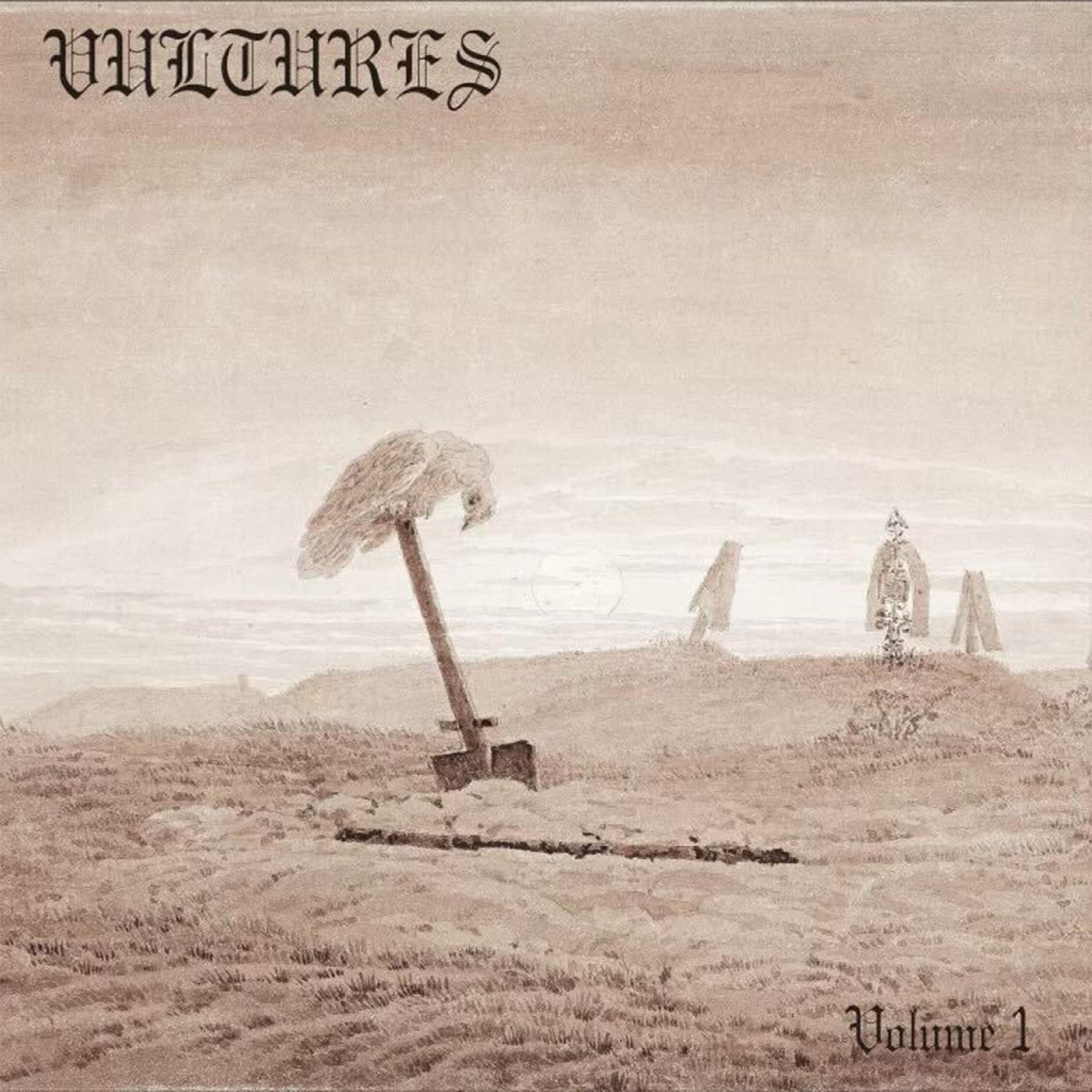
Copertina originale dell'album ispirata all'opera di Caspar David Friedrich, poi non utilizzata.

Tra il 2022 e il 2023 Kanye West ha avuto una serie di controversie legate a dei commenti antisemiti e presunte dichiarazioni di ammirazione per Adolf Hitler. Vultures, il primo singolo estratto dall'album, ha subito pesanti critiche dovute a ulteriori commenti. Altre controversie sono derivate dalla copertina dell'album, consistente in un dipinto di Caspar David Friedrich, che sembrerebbe essere un riferimento alla one man band norvegese Burzum, il cui leader Varg Vikernes si è dichiarato apertamente neonazista e dal logo dell'album, che raffigura un'aquila a due teste molto simile allo stemma della Germania, usato anche (ma non esclusivamente) durante il periodo nazista. Inoltre, West ha ricevuto diverse critiche per il copricapo che ha indossato durante il Vulture Rave di Wynwood, che era un cappuccio nero estremamente simile a quello portato dai membri del Ku Klux Klan. Il secondo Vultures Rave a Las Vegas sembrerebbe essere stato vietato dalla polizia ma comunque riorganizzato durante la stessa serata. West si è scusato con la comunità ebraica per i commenti antisemiti con un post su Instagram in lingua ebraica il 26 dicembre.

### Interpolazioni e campionamenti non autorizzati
Poco prima dell'uscita dell'album ci sono stati diversi problemi per l'utilizzo dell'interpolazione di Everybody (Backstreet's Back) nel brano Everybody, per la quale i Backstreet Boys sembrerebbero non avere dato l'autorizzazione. Questo non è stato tuttavia un problema per gli West e Ty Dolla Sign poiché i diritti del brano non appartengono ai Backstreet Boys, bensì a Max Martin e Denniz Pop, che non si sono opposti all'utilizzo dell'interpolazione.
Nicki Minaj invece non ha approvato l'utilizzo del suo verso nel brano New Body, che era stato registrato cinque anni prima ed era trapelato online nel 2019, rinviando l'uscita dell'album. New Body è stata successivamente rimossa dalla tracklist dell'album.
Anche il cantautore statunitense Ozzy Osbourne ha affermato che West avesse utilizzato un campionamento di una versione live di War Pigs e Iron Man dei Black Sabbath per il brano Carnival senza avere ottenuto il permesso dell'artista. Osbourne ha comunicato di non avere intenzione di permettere a West di utilizzare il campionamento, definendolo un antisemita.
Un episodio simile si è verificato il giorno della pubblicazione dell'album, quando il team di Donna Summer ha minacciato di passare a vie legali poiché, nonostante il divieto, gli artisti avevano usato un campionamento di I Feel Love per il brano Good (Don't Die). Il brano è stato rimosso dall'album dalle piattaforme streaming il 14 febbraio e riaggiunto successivamente il 24 febbraio.
Il 19 febbraio, un portavoce della Primary Wave, azienda che detiene i diritti sulle pubblicazioni di James Brown, ha comunicato che West aveva utilizzato un campionamento non autorizzato di Funky President (People It's Bad) di Brown per il brano Fuk Sumn.

### Rimozione dell'album dalle piattaforme
Il 15 febbraio 2024, la piattaforma di distribuzione FUGA per i progetti discografici nella piattaforme streaming e download digitale ha rilasciato una dichiarazione in cui ha affermato di essere al lavoro con i suoi partner DSP per rimuovere l'album dai servizi di streaming. FUGA ha affermato che alla società fosse stata offerta la possibilità di distribuire l'album alla fine del 2023 ma che questa richiesta fosse stata rifiutata e ha dichiarato che la pubblicazione finale è stata consegnata da un "cliente di lunga data di FUGA" attraverso i processi automatizzati della società e in violazione del loro accordo di servizio. Il 15 febbraio 2024 l'album è stato rimosso da iTunes Store e Apple Music. L'album è stato aggiunto nuovamente su Apple Music dopo poche ore attraverso il distributore Label Engine.

## Accoglienza
| Recensione          | Giudizio |
| ------------------- | -------- |
| AllMusic            |          |
| Evening Standard    |          |
| The Guardian        |          |
| HipHopDX            | 3/5      |
| Metacritic          | 52/100   |
| New Musical Express |          |
| Pitchfork           | 5.8/10   |
| The Times           |          |

Eric Skelton di Complex ha affermato che il progetto avesse superato le sue aspettative, lodando la produzione di West e ha affermato che la presenza di Ty Dolla Sign fosse "una grande formula", dicendo che i due si migliorano a vicenda nel progetto. Nonostante ciò, Skelton ha criticato il modo di West di approcciarsi alle controversie che il rapper ha causato.
Alexis Petridis di The Guardian ha affermato che l'album fosse un miglioramento rispetto all'ultimo progetto di West Donda del 2021, ma ha criticato pesantemente le strofe di West sull'album, affermando anche di apprezzare di più quelli di Ty Dolla Sign e lodando invece la collaborazione di Freddie Gibbs in Back to Me.
Paul A. Thompson di Pitchfork ha notato come, a differenza degli ultimi progetti di West e nonostante tutte le controversie precedenti all'uscita, l'album non sembri incompleto, anzi che sia "completo in modo disorientante". Ha anche lodato le melodie di Ty Dolla Sign e il miglioramento di West nella qualità del rapping, ma ha criticato i testi definendoli "piatti".
Will Hodgkinson del The Times ha criticato pesantemente l'album, definendolo un "disastro privo di fascino". Ha affermato di non avere apprezzato i testi, definendoli "cliché dell'hip hop" e il modo in cui West ha affrontato le controversie che lo avevano colpito precedentemente all'uscita del progetto. Ha anche definito la produzione poco originale rispetto ai lavori precedenti di West. Come punti di forza dell'album ha citato i brani Stars, Keys to My Life, Talking e Good (Don't Die).

## Tracce
1. Stars – 1:55 (Ye, Tyrone Griffin Jr., Barrington Hendricks, Nasir Pemberton, Matthew Leon, Michael Mulé, Isaac Deboni, Mark Williams, Raul Cubina, Samuel Lindley, Darhyl Camper Jr., Quentin Miller, Dijon Duenas, Henry Kwapis, Jack Karaszewski, Lucien Parker, Billy Ray Schlag)
2. Keys to My Life – 2:54 (Ye, Tyrone Griffin Jr., Timothy Mosley, Nasir Pemberton, Samuel Lindley, India Westbrooks, Konrad Żyrek, Vincent Verdi, Veyis-Can Urun)
3. Paid – 3:15 (Ye, Tyrone Griffin Jr., Anthony Kilhoffer, Christopher Dotson, Denzel Curry, Anthony Clemons Jr., Louis Celestin, Samuel Lindley, Daniel Chien, Cedric Hailey, Joel Hailey)
4. Talking – 3:06 (Ye, Tyrone Griffin Jr., North West, James Litherland, Cydel Young, Ernest Wilson, Darhyl Camper Jr., Kasseem Dean, Shawntoni Nichols, Edward Davadi, Anthony Clemons Jr., Quentin Miller)
5. Back to Me – 4:55 (Ye, Tyrone Griffin Jr., Frederick Tipton, Quavious Marshall, Charles Njapa, Nasir Pemberton, Daniel Chien, Aswad Asif, Michael Dean)
6. Hoodrat – 3:42 (Ye, Tyrone Griffin Jr., Charles Njapa, Darhyl Camper Jr., Malik Yusef, Maxie Ryles III, Robert Booker, Michael Tyson)
7. Do It – 3:45 (Ye, Tyrone Griffin Jr., Keenon Jackson, Airmiess Asghedom, Wesley Glass, Dijon McFarlane, Christopher Dotson, Kevin Gomringer, Tim Gomringer, Lukas Leth, Dennis Raab, Supreme Williams, Billy Ray Schlag)
8. Paperwork – 2:25 (Ye, Tyrone Griffin Jr., Quavious Marshall, Nasir Pemberton, Michael Dean, Charles Njapa, Samuel Lindley, Anthony Clemons Jr., Victor Hugo dos Santos, Bruno Gioia)
9. Burn – 1:51 (Ye, Tyrone Griffin Jr., Azul Wynter, Tyshane Thompson, Leon Thomas III, Morten Ristorp, Samuel Lindley, Christopher Dotson, John Beck, Valentina Pappalardo)
10. Fuk Sumn – 3:29 (Ye, Tyrone Griffin Jr., Jordan Carter, Jacques Webster, Barrington Hendricks, Timothy Mosley, Charles Njapa, Nasir Pemberton, Quentin Miller, Christopher Dotson, Samuel Lindley, Robert Cooper, Paul Beauregard, Aswad Asif, Evan Hood)
11. Vultures (feat. Bump J e Lil Durk) – 4:37 (Ye, Tyrone Griffin Jr., Terrance Boykin, Durk Banks, Cydel Young, Mark Williams, Raul Cubina, Gustave Rudman Rambali, Jason Harris, Marlon Barrow, Orlando Wilder, Warren Trotter)
12. Carnival (con Rich the Kid) (feat. Playboi Carti) – 4:24 (Ye, Tyrone Griffin Jr., Dimitri Roger, Jordan Carter, Grant Dickinson, Mark Williams, Raul Cubina, Nasir Pemberton)
13. Beg Forgiveness – 6:08 (Ye, Tyrone Griffin Jr., Christopher Brown, Nasir Pemberton, Barrington Hendricks, London Holmes, Anthony Kilhoffer, Quentin Miller, Faouzia Ouihya, Joshua Hui, Billy Ray Schlag)
14. Good (Don't Die) – 3:19 (Ye, Tyrone Griffin Jr., William Adams, Ernest Wilson, Yonatan Goldstein, Evan Hood, Sasha Hashemi)
15. Problematic – 3:14 (Ye, Tyrone Griffin Jr., Charles Njapa, Nasir Pemberton, Anthony Clemons Jr., Warren Trotter, Darhyl Camper Jr., Charles Hugo, Amber Streeter)
16. King – 2:36 (Ye, Tyrone Griffin Jr., Wesley Glass, Arturo Fratini, Barrington Hendricks, Victor Mensah, Frederick Tipton, Dylan Cleary-Krell)

Durata totale: 55:35
Note
- Keys to My Life contiene vocali non accreditati di India Love.
- Paid contiene vocali non accreditati di K-Ci.
- Talking contiene vocali non accreditati di North West.
- Back to Me contiene vocali non accreditati di Freddie Gibbs e vocali di sottofondo di Quavo.
- Hoodrat contiene vocali tratti da un discorso di Mike Tyson durante un'intervista del 2019.[67]
- Do It contiene vocali non accreditati di YG e di Nipsey Hussle.
- Paperwork contiene vocali non accreditati di Quavo.
- Fuk Sumn contiene vocali non accreditati di Playboi Carti e Travis Scott.
- Carnival contiene vocali di sottofondo dei tifosi della Curva Nord dell'Inter.[100]
- Beg Forgiveness contiene vocali non accreditati di Chris Brown.
- Good (Don't Die) contiene vocali di sottofondo di J. Rey Soul ed è assente dalle versioni dell'album presenti sulle piattaforme di streaming.[101]

Campionamenti
- Stars contiene campionamenti di Good Luck di Dijon.
- Keys to My Life contiene campionamenti di Can It All Be So Simple / Intermission del Wu-Tang Clan e di Slow Down dei Brand Nubian.[93]
- Paid contiene campionamenti di Brighter Days (Underground Goodies Mix) di Cajmere e Dajae e di Get on Up dei Jodeci e interpolazioni di Roxanne dei The Police.
- Talking contiene campionamenti di Talking di James Blake e di Off the Grid di Kanye West.
- Back to Me contiene campionamenti di Rock Box dei Run DMC e di un dialogo di Jason Mewes della commedia del 1999 Dogma.
- Do It contiene campionamenti di Back That Azz Up di Juvenile, Mannie Fresh e Lil Wayne.
- Paperwork contiene campionamenti di Montagem Faz Macete 3.0 di DJ Vitinho DTP e di Ay Si Ñiño (Remix) di Rochy RD e Mafeo 13.
- Burn contiene campionamenti di Love Me or Leave Me dei Band of Thieves.
- Fuk Sumn contiene campionamenti di Smokin on a Junt di Koopsta Knicca, di Gorgeous di Baby Keem e di Funky President (People It's Bad) di James Brown.[93][102]
- Carnival contiene campionamenti di Hell of a Life di Kanye West, che a sua volta contiene interpolazioni di Iron Man dei Black Sabbath.[103]
- Beg Forgiveness contiene campionamenti di Gabriel di Joe Goddard e Valentina.
- Good (Don't Die) contiene campionamenti di I Feel Love di Donna Summer.
- Problematic contiene campionamenti di Jubilation di Spooky Tooth.
- King contiene campionamenti di Hit It Run dei Run DMC, di Crazy Train di Ozzy Osbourne e di Stems di S. Maharba.

## Classifiche

### Classifiche settimanali
| Classifica (2024-25) | Posizione massima |
| -------------------- | ----------------- |
| Australia            | 1                 |
| Austria              | 1                 |
| Belgio (Fiandre)     | 1                 |
| Belgio (Vallonia)    | 6                 |
| Canada               | 1                 |
| Croazia              | 27                |
| Danimarca            | 1                 |
| Finlandia            | 1                 |
| Francia              | 9                 |
| Germania             | 1                 |
| Giappone             | 20                |
| Irlanda              | 2                 |
| Islanda              | 1                 |
| Italia               | 5                 |
| Lituania             | 1                 |
| Norvegia             | 1                 |
| Nuova Zelanda        | 1                 |
| Paesi Bassi          | 1                 |
| Polonia              | 1                 |
| Portogallo           | 1                 |
| Regno Unito          | 2                 |
| Repubblica Ceca      | 1                 |
| Slovacchia           | 1                 |
| Spagna               | 3                 |
| Stati Uniti          | 1                 |
| Svezia               | 2                 |
| Svizzera             | 1                 |
| Ungheria             | 3                 |

### Classifiche di fine anno
| Classifica (2024) | Posizione |
| ----------------- | --------- |
| Polonia           | 63        |
| Portogallo        | 73        |
| Ungheria          | 39        |